# A Bathing Ape

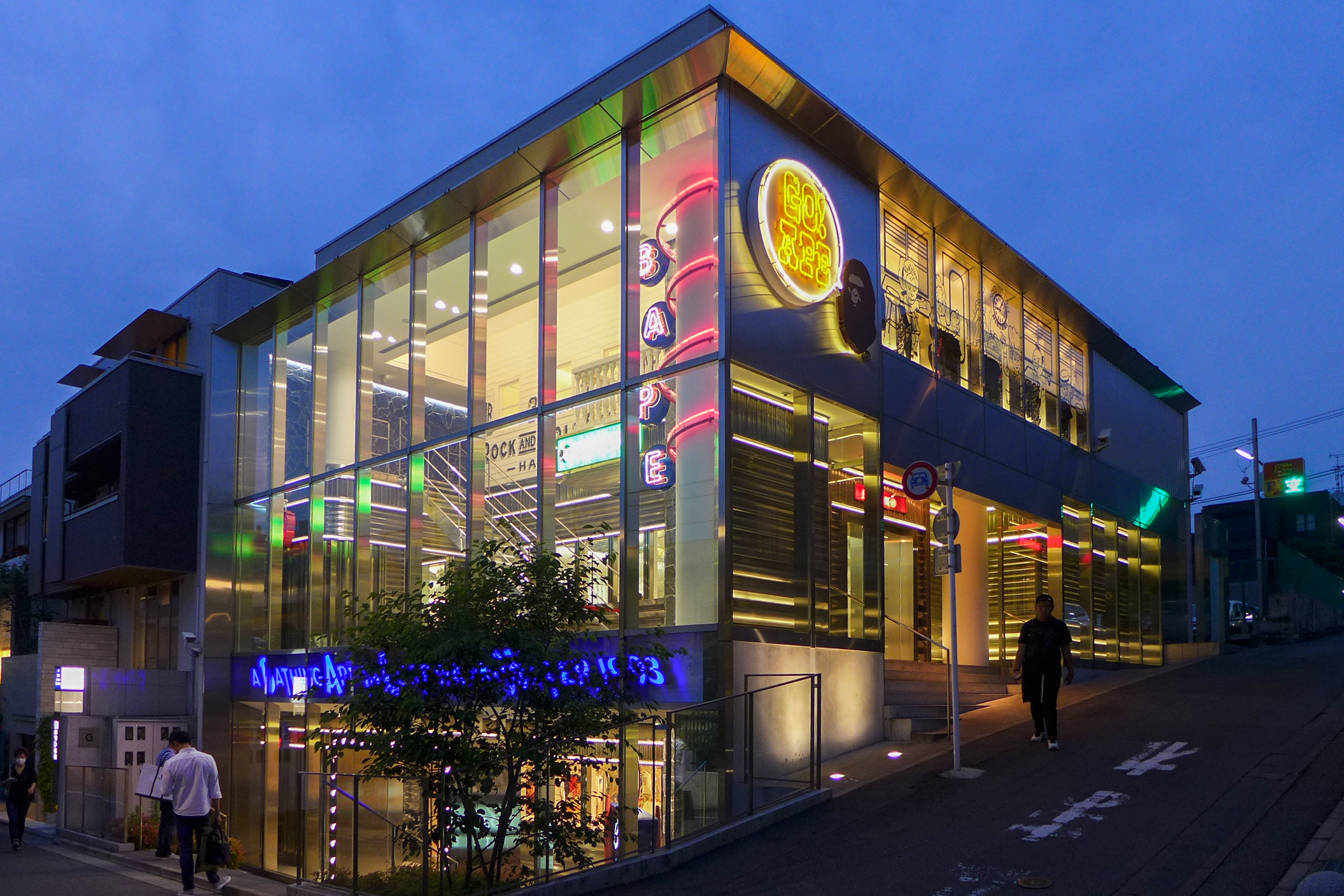
東京原宿Bape Store Harajuku總店

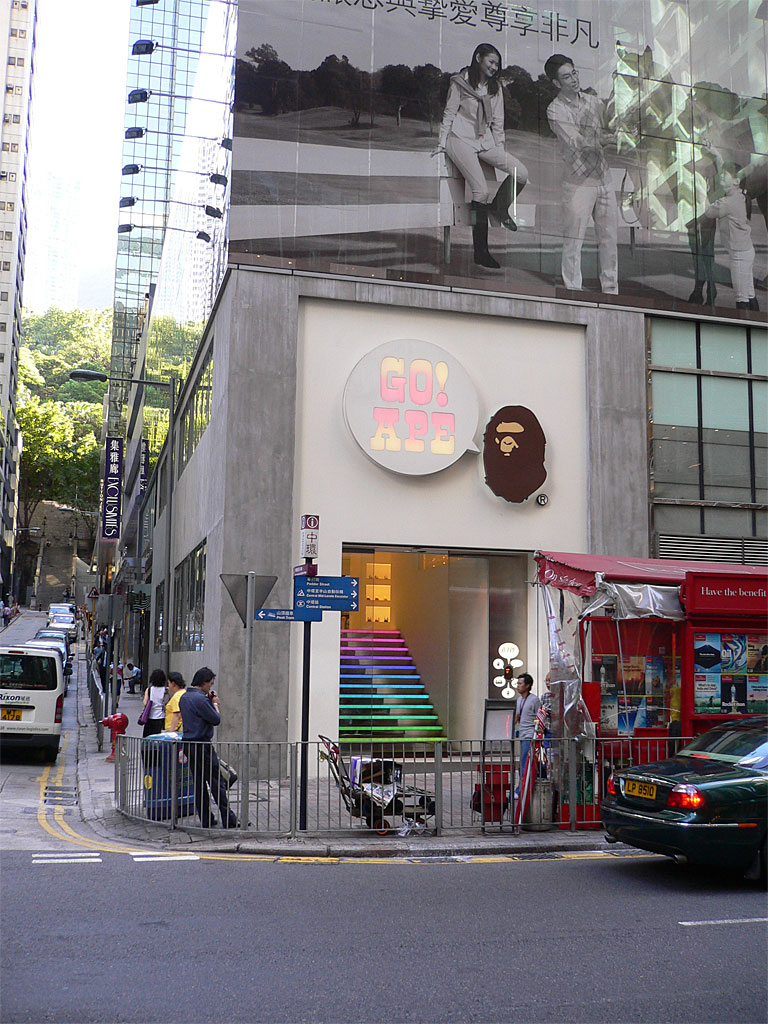
BAPE香港專門店（2006年至2011年），現址為上海商業銀行大廈

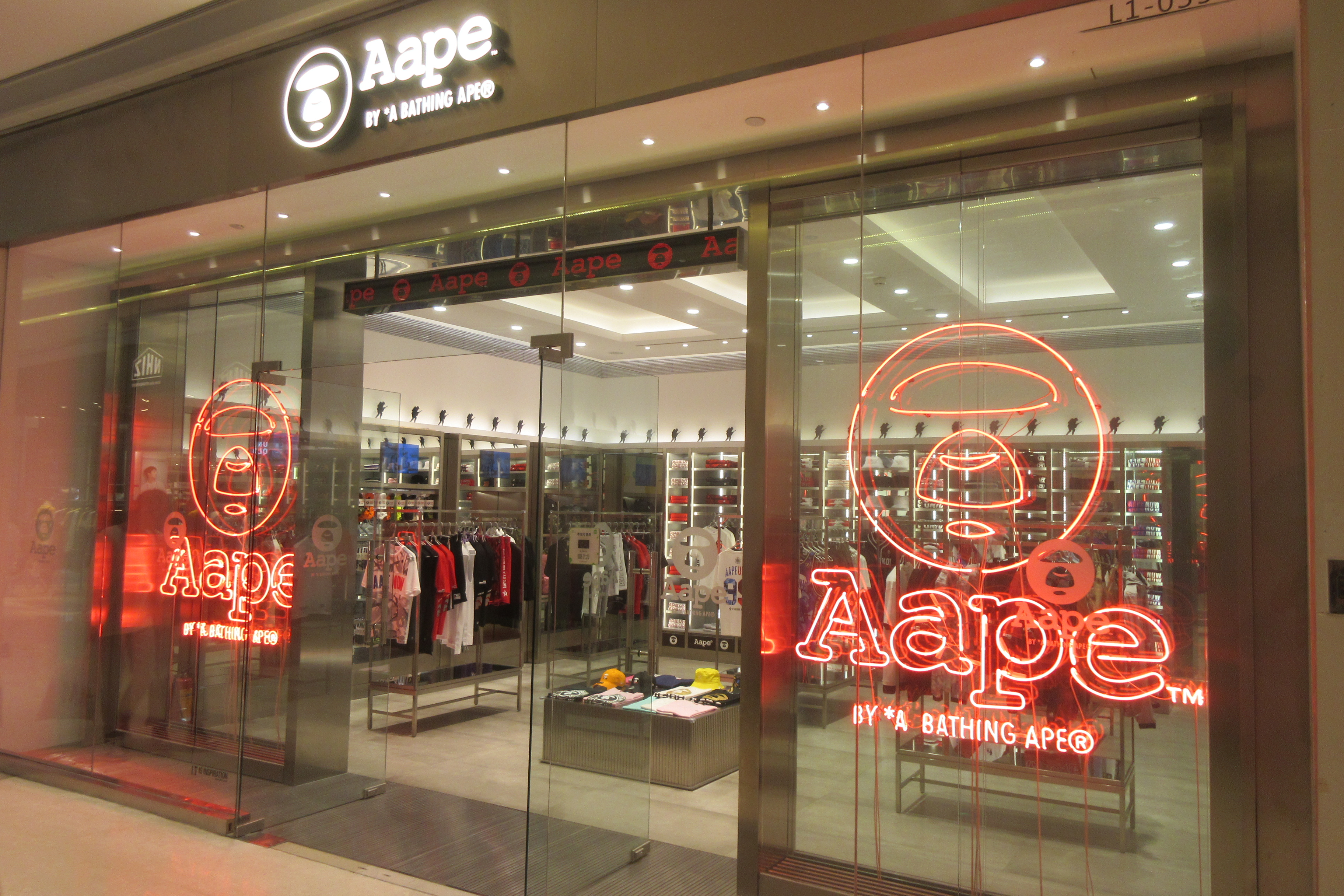
"AAPE"專門店,深圳市福田區COCO Park

A Bathing Ape（簡稱︰Bape，正式名稱為︰A Bathing Ape in Lukewarm Water），是一個日本時裝品牌，由NIGO（長尾智明）於1993年創辦，是裏原宿的代表品牌之一。2011年被香港沈嘉偉旗下的I.T以約2,184萬港元拼購。
近年亦以同一品牌開展音樂及飲食等業務。

## 創辦人簡介
創辦人NIGO（長尾智明），於1970年在群馬縣前橋市出生，畢業於文化服裝學院。在1991年的4月，與同樣是深受電影《人猿星球》影響的Undercover的創辦人高橋盾合作開設NOWHERE，主要以售賣APE爲主。顧名思義，A Bathing Ape是以猿人作爲LOGO及創作元素，而且亦用了人猿星球的一句經典的口號「Ape shall never kill ape」作爲其品牌的標語。

## 品牌故事
品牌的正式名稱為「A Bathing Ape in Lukewarm Water」，即是「安逸生活的猿人」的意思，是其設計師NIGO從電影《人猿星球》（Planet of the Apes）觸發起靈感而命名。
雖然大多認為A Bathing Ape是由NIGO所想出來的點子，但NIGO於一次的專訪中談到，A Bathing Ape是他與同樣喜歡《人猿星球》的著名插畫師SKATETHING（中村晉一郎）一起運作，但Bape的標誌卻不是NIGO設計的是由SKATETHING在其辦公室想出來的，至於此名稱的靈感是否真的源自於《人猿星球》，NIGO倒是沒有問過SKATETHING，即使他們兩人都很喜歡《人猿星球》。A Bathing Ape的簡稱「BAPE」亦被使用在其服裝等產品上。品牌的標誌是一隻猿人的頭，以猿人為圖案設計的迷彩亦常見於其產品及店舖裝修之中。亦有以猿為藍本的卡通人物「Milo」。
中國成語「沐猴而冠」與品牌名稱字面上頗為類似，但由於文化背景的差異，而有著不同的演述。
Bape最初不是以賺錢為目的而成立的，更像是NIGO的個人嗜好而創立的。在1998年由於日本明星木村拓哉穿著Bape的服裝在電視上露面，在明星效應下，令日本迅速掀起一股Bape熱潮，之後其他日本藝人也開始穿著這個品牌，這股潮流從日本漫延到香港及台灣。

## 產品
A Bathing Ape的產品經常採取限量生產方式，以提高購買者購買的興趣。店舖門外時常大排長龍，輪候購買產品。產品價格常被炒高，在eBay等拍賣網站轉售。品牌獲得一些日本、香港和台灣等地藝人的喜愛。A Bathing Ape曾與其他品牌合作，推出一些特別版產品，例如與日本百事可樂，可口可樂，M*A*C, Comme des Garçons,Undercover,Neighborhood, mastermind Japan, Carhartt, Casio, TVB等等。

## 歷史
- 1993年NIGO和高橋盾在裹原宿開設「Nowhere Shop」。
- 1995年第一次和品牌「UNDERCOVER」合作推出衣服。
- 1999年原宿的「Nowhere Shop」改名為「Busy Work Shop」，由葛民輝代理在香港開設第一間海外專賣店。
- 2001年在代官山開設「Foot Soldier」。
- 2002年「Baby Millo」的誕生。
- 2005年在台北開設第一間「Busy Work Shop」專賣店。
- 2006年在香港中環皇后大道中開設BAPE Store
- 2007年在台北仁愛路圓環開設BAPE Store
- 2011年BAPE與台灣機車品牌AEON合作,推出全球限量500台的機車'BAPEON'
- 2011年由香港I.T收購，其後所有「Busy Work Shop」改名為「BAPE Store」其後靈魂人物 NIGO 徹底離開品牌。
- 2011年5月宣布在香港中環皇后大道中BAPE Store將遷移到香港銅鑼灣希慎道
- 2012年面向年輕人的二線"AAPE by A Bathing Ape"發表了

## 社會事件
由於東主沈嘉偉被香港示威者視為支持警察，Ape的銅鑼灣分店於2020年5月曾被破壞，店內人形公仔被搬出馬路當成路障。。

## 外部連結
- bape.com （页面存档备份，存于） - A BATHING APE OFFICIAL SITE
- I.T （页面存档备份，存于） - 香港のBAPEのオーナー企業
- A Bathing Ape的Facebook專頁
- A Bathing Ape的Instagram帳戶